# Регіментар
Регімента́р, регімента́рій (лат. regimentum, пол. regimentarz) — в Речі Посполитій XVII—XVIII століть заступник гетьмана або призначений королем чи сеймом командувач окремої групи військ, який чітко виконує поставлені перед ним завдання. У XVII столітті регіментарем також називали очільника посполитого рушення, як правило каштеляна чи воєводу.
Регіментар генеральний — командувач військ Конфедерації.
Після Корсунської битви 1648, коли гетьман великий коронний М.Потоцький і гетьман польний коронний М.Калиновський потрапили до татарського полону, у Польщі було обрано одразу трьох регіментарів — кн. В.-Д.Заславського, М.Остророга та О.Конецпольського і приставлено до них 32 комісарів-дорадників. Кероване ними військо зазнало поразки в Пилявецькій битві 1648. На елекційному сеймі в жовтні 1648 регіментарями були призначені кн. Я.Вишневецький та А.Фірлей, а 1649 відповідними повноваженнями були наділені С.Лянцкоронський, О.Конецпольський, а також А.Фірлей. Після повернення гетьманів із полону повноваження регіментарів були припинені, і надалі такі воєначальники вже не командували усім військом. 1656 польський король Ян II Казимир Ваза, який із недовірою ставився до гетьманів, призначив регіментарем С. Чарнецького, причому вивів довірені йому підрозділи з-під гетьманської влади. Від 1660-х рр. і до кінця 17 ст. регіментарями були, як правило, офіцери-кавалеристи, котрих призначав сам великий коронний гетьман. Вони командували військовими угрупованнями за відсутності гетьмана. Окрім військової, вони мали ще й судову та виконавчу владу над своїми підлеглими, однак свої дії щодо цього повинні були узгоджувати з гетьманом. Регіментар міг бути командувачем посполитого рушення.